# Brough Sowerby
Brough Sowerby är en by (village) och en civil parish i Cumbria i nordvästra England. Orten har 127 invånare (2001).